# تسميد بالتكويم

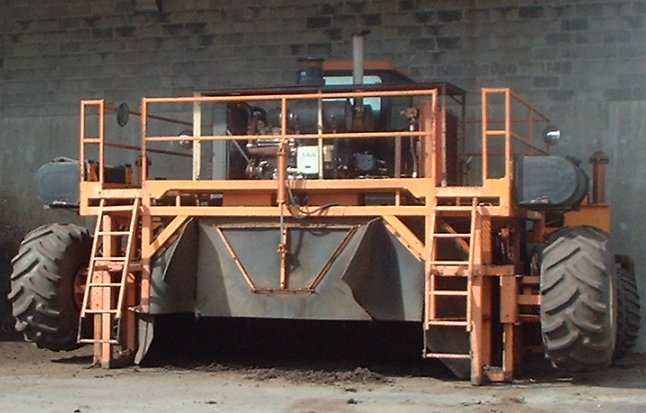
إحدى الآلات التي يتم استعمالها للتسميد بالتكويم.

في الزراعة، التسميد بالتكويم (بالإنجليزية: Windrow composting)‏، طريقة لتسميد النفايات البلدية الصلبة مثل روث الحيوانات ومخلفات المحاصيل عن طريق وضعها في مساحة كبيرة على شكل أكوام ممدودة في صفوف والتي يتم تحويلها لتحسين مسامات التهوية ومحتوى الأكسجين. وتُعد هذه الطريقة مناسبة لإنتاج كميات كبيرة من السماد.
في الزراعة، ينتج السماد العضوي عن طريق تكديس مواد عضوية أو نفايات قابلة للتحلل مثل روث الحيوانات ومخلفات المحاصيل على شكل مصفوفات طويلة (أكوام). وتعد هذه الطريقة مناسبة لإنتاج كميات كبيرة من السماد العضوي (الكمبوست). يتم بعد ذلك تحويل تلك الصفوف بشكلٍ عام من أجل تحسين مسامات التهوية ومحتوي الأكسجين، والمزج أو ازالة الرطوبة، واعادة توزيع الأجزاء الأكثر برودة والأكثر حرارة في كل كومة. يعد التسميد بالتكويم طريقة شائعة لتسميد نطاق المزارع. يشمل ضبط معدات عملية التسميد علي النسب الأولية للـكربون وللـنيتروجين الغنية، وكمية عامل التضخيم المضافة لضمان مسامية الهواء، وحجم الكومة، ومحتوي الرطوبة وتردد الدوران. يجب قياس درجة حرارة تلك الأكوام وتسجيلها باستمرار لتحديد الوقت الأنسب لتحويله من أجل إنتاج أسرع للسماد.

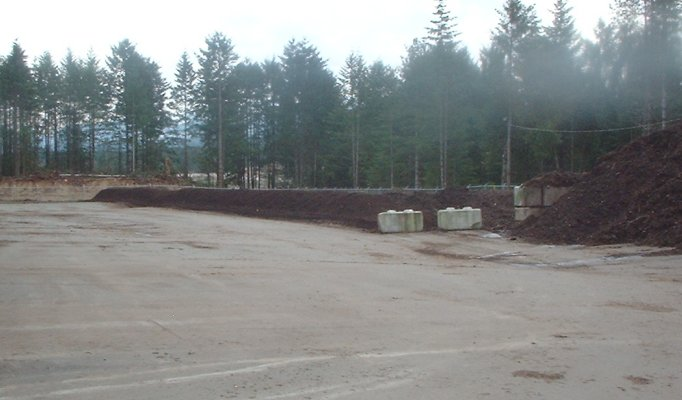
اكتمال نمو السماد في منشأة للسماد داخل سفينة

قام فليتشر سيمز كانيون بتطوير آلات تحويل السماد العضوي بولاية تكساس، وهي عادة ما تكون آلات كبيرة تمتد علي جانبيها بطول أربعة أقدام (1.25 متر) أو أكثر  ويصل ارتفاعها إلي 12 قدمًا (3.5 متر). وعلي الرغم من وجود آلات أصغر للأكوام الصغيرة، إلا أنه غالبًا ما يتم اسنخدام الآلات الكبيرة لإنتاج حجم أكبر من السماد. تتجه تلك الآلات إلي الأمام نحو الأكوام بسرعة ضئيلة، فهي تحتوي علي إسطوانة صلبة ومجدايف تدور بسرعة. وعندما تتجه آلة تحويل السماد العضوي نحو الأكوام، يدخل الهواء النقي (الأكسجين) في السماد بواسطة المجدايف وتخرج الغازات الزائدة الناتجة عن التحلل البكتيري. يغذي الأكسجين البكتيريا الهوائية مما يسرع عملية التسميد.

## استعمالها
من أجل استخدام آلة تحويل الكمبوست بطريقة صحيحة، فمن الأمثل استخدامها علي الأسطح الصلبة مما يسمح للمستخدم بالحصول علي أفضل النتائج عن طريق عملية تسخين الهواء.
عن طريق نظام الدفع الرباعي، يمكن لتلك الآلة أن تحول الكومبوست الموجود في الأكوام التي تقع في أماكن نائية، بالإضافة إلي نظام آخر يسمح لآلة تحويل الكمبوست أن تتحول إلي مقطورة ليتم سحبها بواسطة شاحنة نصف نقل. تساعد بالتالي تلك الأنظمة علي نقل آلة تحويل الكمبوست إلي أي مكان والعمل بالأراضي المُوحِلة والرطبة.

## وصلات خارجية
- دينامية التسميد بالتكويم
- مفردات خاصة بالتسميد
- إنتاج السماد العضوي - قش العشب
- السماد العضوي